# Gerhard Wartenberg

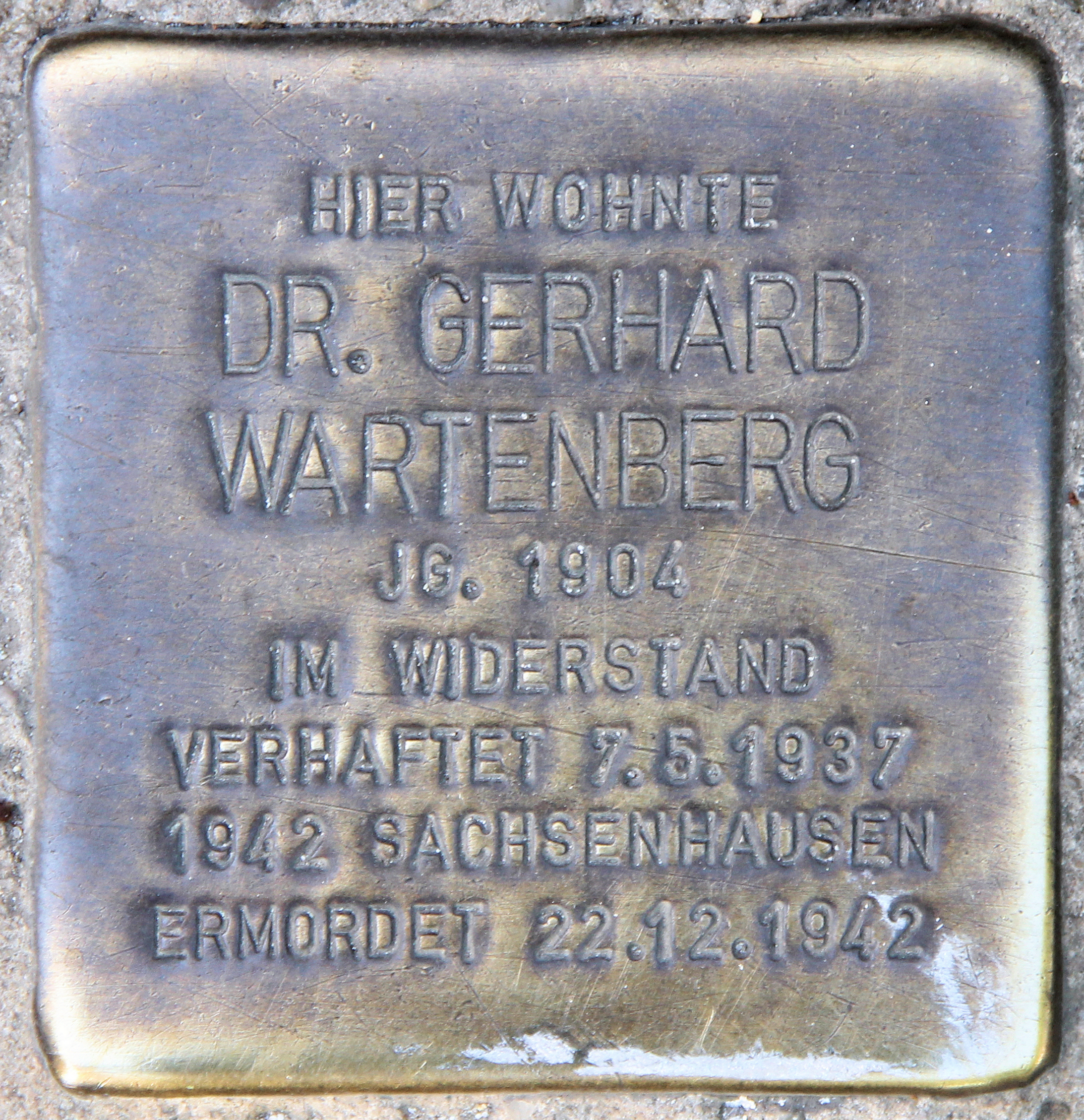
Stolperstein am Haus Alt-Tempelhof 9, in Berlin-Tempelhof

Gerhard Wartenberg (Pseudonym: „H. W. Gerhard“; * 1. Februar 1904 in Tannroda, Thüringen; † 22. Dezember 1942 im Konzentrationslager Sachsenhausen) war ein deutscher Autor, Organisator in der Freien Arbeiter-Union Deutschlands (FAUD) und Anarchosyndikalist.

## Leben
Nach seinem Abitur 1922 auf der Oberrealschule in Leipzig absolvierte er an der Universität Leipzig ein Studium der Chemie, welches er 1928 mit der Promotion zum Dr. phil. abschloss. 1930 heiratete er, ihre Tochter Ilse wurde am 29. Juli 1931 geboren. Bis zur Machtergreifung durch die Nationalsozialisten lebte die Familie zusammen in Berlin-Steglitz.
Für die Syndikalistisch-Anarchistische Jugend Deutschlands (SAJD) war er als Autor tätig, der er als 18-Jähriger nach dem Schulabschluss beigetreten war. Bei der FAUD wurde er 1927 Mitglied. Für die Gilde freiheitlicher Bücherfreunde, die der FAUD nahestand, hielt er Vorträge und übernahm später die Leitung der Gilde. Er war unter anderem Redakteur der Zeitschrift Der Syndikalist, zusammen mit Augustin Souchy, Max Winkler, Helmut Rüdiger und Fritz Köster. Außerdem veröffentlichte Wartenberg in Erich Mühsams Zeitschrift Fanal. 1933 war er Redakteur der Zeitschrift Die Internationale (2. Folge). Darüber hinaus war er Herausgeber verschiedener Broschüren. Mit seinen Veröffentlichungen trat er für eine autonome Arbeiterbewegung ein, die wirtschaftlich und politisch in einer starken Gewerkschaft abseits der Kommunistischen Partei Deutschlands (KPD) und der Sozialdemokratischen Partei Deutschlands (SPD) organisiert sein sollte. In Der Syndikalist Nr. 11 (16. März 1929) schrieb Wartenberg, dass solch eine Arbeitergewerkschaft „keine fachsimpelnde, sich selbst genügsame Gewerkschaft, wie sie manche Syndikalisten fordern, sondern eine revolutionäre, lebendige, umfassende Gewerkschaft, wie sie der Anarcho-Syndikalismus fordert“ notwendig sei.
In Leipzig war er Herausgeber von Der Bakunist. Zeitschrift für wissenschaftlichen und praktischen Anarchismus (1926). Nach zwei gescheiterten Anstellungen in verschiedenen Berufen widmete er sich intensiver dem Schreiben und der politischen Arbeit, wodurch er Rudolf Rocker kennenlernte. Mitte der 1930er Jahre gehörte er der Geschäftskommission der FAUD an und hatte die redaktionelle Verantwortung für die Zeitschriften Der Syndikalist, ab 1933 für das Arbeiterecho und für die FAUD-Zeitschrift Die Internationale.
Vom Amtsgericht Mitte wurde er am 20. Mai 1933 wegen Verstoß gegen das Pressegesetz und Aufforderung zum Ungehorsam zu zwei Monaten Haftstrafe verurteilt. Er ging deswegen im April 1933 illegal in die Niederlande, wo ihm Albert de Jong half, den Verfolgungen durch die Nationalsozialisten zu entgehen. Danach ging er für kurze Zeit nach Berlin, um dann bei seinen Eltern in Leipzig unterzutauchen. Am 31. Januar 1935 wurde er verhaftet und am 23. Februar 1935 wieder aus der Haft entlassen. Zwei Jahre später wurden über 200 FAUD-Mitglieder in Haft genommen, die FAUD musste in jener Zeit illegal arbeiten. Wegen Vorbereitung zum Hochverrat wurde Wartenberg am 7. April 1938 zu fünf Jahren Zuchthaus verurteilt. Seine bürgerlichen Ehrenrechte und seine Doktorwürde von der Universität Leipzig wurden ihm aberkannt. Am 21. Oktober 1941 lehnte das zuständige Amt ein Gnadengesuch, das Wartenbergs Ehefrau eingereicht hatte, mit der Begründung ab, die Anarchosyndikalisten seien eine der radikalsten Gruppen und eine staatsfeindliche Partei.
Gerhard Wartenberg starb im Alter von 38 Jahren im Konzentrationslager Sachsenhausen, wohin er nach seinem Strafablauf 1942 deportiert worden war. Die Gestapo teilte seiner Ehefrau mit, dass er an einer doppelseitigen Lungenentzündung gestorben sei.
Gerhard Wartenberg schrieb unter den Pseudonymen H.W. Gerhard; Ägide und G. Berg. Werke von Wartenberg sind in der Staatsbibliothek preußischer Kulturbesitz in Berlin überliefert.

## Ehrungen
- Die Initiative Stolpersteine an der B 96 verlegte 2009 einen Stolperstein vor der illegalen Unterkunft von Wartenberg in Alt-Tempelhof 9–11, Berlin-Tempelhof.[4]